# آرمن شاهگلدیان
آرمن آندرانیکی شاهگلدیان (ارمنی: Արմեն Անդրանիկի Շահգելդյան؛ زادهٔ ۲۸ اوت ۱۹۷۳ در ایروان) یک بازیکن فوتبال بازنشسته در پست مهاجم و مربی فوتبال اهل ارمنستان است.

## زندگی خصوصی
خواهرزاده وی سونا شاهگلدیان خواننده و هنرپیشه می‌باشد.

## باشگاهی
از باشگاه‌هایی که در آن بازی کرده‌است می‌توان به چورنومورتس اودست، آرارات ایروان، دینامو مسکو، پیونیک، میکا، و نئا سالامیس فاماگوستا اشاره کرد.

## تیم ملی
وی همچنین در تیم ملی فوتبال ارمنستان بازی کرده است. نخستین بازی ملی خود را که یک بازی دوستانه بود در ۱۴ اکتبر ۱۹۹۲ در ایروان در مقابل مولداوی انجام داده است

### آمار تیم ملی
| تیم ملی فوتبال ارمنستان | تیم ملی فوتبال ارمنستان | تیم ملی فوتبال ارمنستان |
| سال                     | حضورها                  | گل‌ها                    |
| ----------------------- | ----------------------- | ----------------------- |
| ۱۹۹۲                    | ۱                       | ۰                       |
| ۱۹۹۳                    | ۰                       | ۰                       |
| ۱۹۹۴                    | ۳                       | ۰                       |
| ۱۹۹۵                    | ۶                       | ۲                       |
| ۱۹۹۶                    | ۲                       | ۰                       |
| ۱۹۹۷                    | ۱                       | ۰                       |
| ۱۹۹۸                    | ۴                       | ۰                       |
| ۱۹۹۹                    | ۸                       | ۲                       |
| ۲۰۰۰                    | ۵                       | ۰                       |
| ۲۰۰۱                    | ۴                       | ۰                       |
| ۲۰۰۲                    | ۱                       | ۱                       |
| ۲۰۰۳                    | ۱                       | ۰                       |
| ۲۰۰۴                    | ۳                       | ۱                       |
| ۲۰۰۵                    | ۵                       | ۰                       |
| ۲۰۰۶                    | ۴                       | ۰                       |
| ۲۰۰۷                    | ۵                       | ۰                       |
| مجموعاً                  | ۵۳                      | ۶                       |

## گل‌های ملی
| #  | تاریخ          | ورزشگاه        | حریف          | گل زده | نتیجه | رقابت                               |
| -- | -------------- | -------------- | ------------- | ------ | ----- | ----------------------------------- |
| ۱. | ۱۰ مه ۱۹۹۵     | ارمنستان       | مقدونیه شمالی | ۲-۲    | تساوی | مرحله مقدماتی جام ملت‌های اروپا ۱۹۹۶ |
| ۲. | ۶ اوت ۱۹۹۵     | جمهوری مقدونیه | مقدونیه شمالی | ۲-۱    | برد   | مرحله مقدماتی جام ملت‌های اروپا ۱۹۹۶ |
| ۳. | ۸ سپتامبر ۱۹۹۹ | ارمنستان       | فرانسه        | ۲-۳    | باخت  | مرحله مقدماتی جام ملت‌های اروپا ۲۰۰۰ |
| ۴. | ۹ اکتبر ۱۹۹۹   | آندورا         | آندورا        | ۳-۰    | برد   | مرحله مقدماتی جام ملت‌های اروپا ۲۰۰۰ |
| ۵. | ۷ ژوئن ۲۰۰۲    | آندورا         | آندورا        | ۲-۰    | برد   | بازی دوستانه                        |
| ۶. | ۹ اکتبر ۲۰۰۴   | فنلاند         | فنلاند        | ۱-۳    | باخت  | 2006 WCQ                            |

## افتخارات

### باشگاهی
آرارات ایروان
- لیگ برتر فوتبال ارمنستان (۲): ۱۹۹۳, ۱۹۹۵
- لیگ برتر فوتبال ارمنستان مکان سوم (۱): لیگ برتر فوتبال ارمنستان ۱۹۹۴
- جام استقلال ارمنستان (۳): ۱۹۹۳، ۱۹۹۴، ۱۹۹۵

 پیونیک
- لیگ برتر فوتبال ارمنستان (۱): ۱۹۹۶–۹۷
- لیگ برتر فوتبال ارمنستان نایب قهرمان (۲): ۲۰۰۴, ۲۰۰۵
- جام استقلال ارمنستان نایب قهرمان (۱): ۱۹۹۶–۹۷
- سوپر جام فوتبال ارمنستان نایب قهرمان (۱): ۱۹۹۷

 ایروان
- لیگ برتر فوتبال ارمنستان مکان سوم (۱): ۱۹۹۸
- جام استقلال ارمنستان نایب قهرمان (۱): ۱۹۹۸

 میکا
- لیگ برتر فوتبال ارمنستان مکان سوم (۲): ۲۰۰۶, ۲۰۰۷
- جام استقلال ارمنستان (۲): ۲۰۰۵، ۲۰۰۶
- سوپر جام فوتبال ارمنستان (۱): ۲۰۰۶
- سوپر جام فوتبال ارمنستان نایب قهرمان (۲): ۲۰۰۴، ۲۰۰۷

 لوزان-اسپورت
- جام حذفی فوتبال سوئیس (۱): ۱۹۹۸، ۱۹۹۹

### انفرادی
- بازیکن فوتبال سال ارمنستان (۲): ۱۹۹۳، ۲۰۰۶
- برترین فوروارد ارمنستان: ۲۰۰۴، ۲۰۰۵

### مربیگری
میکا
- جام استقلال ارمنستان (۱): ۲۰۱۱